# 柴璐
柴璐（さい ろ、1977年3月26日 - ）は、中華人民共和国のニュースキャスター、リポーター、司会。

## 略歴
1977年3月26日、陝西省西安市未央区生まれ。西安市遠東第二中学（初級中学）、西安市遠東第一中学（高級中学）卒業。
全国の専門で最高の90点という成績、陝西省の文科「状元」（各省・自治区・直轄市における大学統一入試の成績最優秀者）で、北京広播学院（現在の中国伝媒大学）アナウンサー学部に進んだ。2002年9月に清華大学公共管理学院公共管理専業に入学し、2005年7月に卒業。
1998年、中国中央電視台の『中国報道』担当インターンリポーターとなった。
2007年、中国中央電視台中国語国際チャンネルで番組『海峡両岸』の司会を務め。

## テレビ番組
- 『海峡両岸』
- 『午夜新聞』
- 『新聞直播間』
- 『国際時訊』
- 『新聞30分』

## 受賞
2008年、中国中央電視台十大名主播。中国中央電視台優秀播音員主持人甲等光栄称号。
2013年、大学生最受喜愛の新聞女主播。全国十佳主持新星賞。
2014年、中国中央電視台2013年度名優秀主持人称号。第27届中国電視金鷹賞優秀電視節目女主持人。